# Трутнев, Леонид Анатольевич
Леонид Анатольевич Трутнев (17 февраля 1951 — 22 июня 1995) — советский киноактёр.

## Биография
Леонид Трутнев родился 17 февраля 1951 года в Туле. В 1968 году окончил школу, после нескольких неудачных попыток поступил во ВГИК (курс Сергея Бондарчука и Ирины Скобцевой), где, ещё учась на первом курсе, дебютировал в кино, сыграв небольшую роль в картине Марлена Хуциева «Был месяц май» (1970). Много снимался в конце 1970-х и в 1980-х годах. До 1990 года состоял в штате киностудии имени М. Горького.
Умер 22 июня 1995 года в Москве, похоронен в Подольске, на кладбище Красная Горка.

## Фильмография
1. 1970 — Был месяц май — Макар Анисимов (нет в титрах)
2. 1971 — Антрацит — Александр Гречиха
3. 1973 — 1983 — Вечный зов (фильм 2-й, 18-я серия «Совесть») — Коля, Дашин жених
4. 1975 — Они сражались за Родину — рядовой
5. 1977 — Поединок в тайге — Вася
6. 1977 — Усатый нянь — таксист
7. 1978 — В день праздника — друг Миши, шахтёр
8. 1978 — Осенние колокола — Богатырь
9. 1979 — Не дать оступиться (короткометражка)
10. 1979 — Пираты XX века — радист теплохода «Нежин»
11. 1979 — Сыщик — лидер хулиганов, избивающих Евгения Кулика (нет в титрах)
12. 1980 — Белый ворон — парень на танцах, любитель Джо Дассена
13. 1980 — Карл Маркс. Молодые годы (СССР, ГДР) — эпизод (в титрах — П. Трутнев)
14. 1980 — Частное лицо — Пётр Тарасович, участковый инспектор
15. 1981 — 34-й скорый — помощник машиниста
16. 1981 — В начале игры — эпизод
17. 1981 — Портрет жены художника — сосед по даче
18. 1981 — Смотри в оба! — есаул Говорухин
19. 1982 — Оставить след — эпизод
20. 1983 — Берег (СССР, ФРГ) — эпизод
21. 1983 — День командира дивизии — Власов
22. 1983 — Из жизни начальника уголовного розыска — сообщник Бешеного
23. 1983 — Шёл четвёртый год войны — Хомутов-младший, полицай
24. 1984 — Предел возможного (1-я серия) — парень в поезде
25. 1986 — Перехват — капитан милиции в аэропорту
26. 1986 — Секретный фарватер — Фаддеичев
27. 1987 — Дом с привидениями — живодёр
28. 1987 — Случай в аэропорту — Виктор Гладников
29. 1988 — В одной знакомой улице… (короткометражный)